# Wolfgang Waitkus
Wolfgang Waitkus ist ein deutscher Ägyptologe.

## Leben
Nach der Promotion zum Dr. phil. 1991 und der Habilitation 2003 in Hamburg wurde er dort 2003 Privatdozent für Ägyptologie und 2008 Professor (§ 17 HmbHG) für Ägyptologie. Er war Arbeitsstellenleiter des Edfu-Projekts im Programm der Akademie der Wissenschaften zu Göttingen. Ziel des Projektes war, eine verlässliche Gesamtübersetzung der altägyptischen Inschriften des Tempels von Edfu in Oberägypten zu erstellen. In seiner Dissertation übersetzte er die hieroglyphischen Texte in den unteren Krypten des Hathor-Tempels von Dendera. Diese Texte standen vor diesem Zeitpunkt bereits im Fokus von Vertretern der Prä-Astronautik, da die mit diesen Texten im Zusammenhang stehenden Wandreliefs von ihnen als Abbildungen früher elektrischer Glühlampen interpretiert wurden (Glühbirnen von Dendera). Die übersetzten Texte in Verbindung mit den Reliefs zeigen jedoch, dass es sich um Abbildungen von Kultobjekten handelt, die die mythologische Trennung von Himmel und Erde in Verbindung mit dem Sonnenzyklus darstellen, wobei der blasenförmige Behälter, der von der Prä-Astronautik als Glaskolben einer frühen Glühbirne aufgefasst wird, den Leib der Himmelsgöttin repräsentiert. Der mögliche Einwand, dass ein Ägyptologe nicht über das Fachwissen verfügt, um elektrotechnische Kenntnisse in den Texten und Bildern erkennen zu können, greift in diesem Fall nicht, da Wolfgang Waitkus auch Dipl. Physiker ist.

## Schriften (Auswahl)
- Die Texte in den unteren Krypten des Hathortempels von Dendera. Ihre Aussagen zur Funktion und Bedeutung dieser Räume. Mainz 1997, ISBN 3-8053-2322-0.
- als Herausgeber: Diener des Horus. Festschrift für Dieter Kurth zum 65. Geburtstag. Gladbeck 2008, ISBN 3-935012-01-2.
- Untersuchungen zu Kult und Funktion des Luxortempels. Gladbeck 2008, ISBN 978-3-935012-02-7.
- als Herausgeber mit Dieter Kurth: Edfu. Materialien und Studien. Gladbeck 2010, ISBN 978-3-935012-07-2.
- als Herausgeber mit Dieter Kurth: Edfu: neue Graffiti und Ritualszenen des Tempels von Edfu. Gladbeck 2010, ISBN 978-3-935012-06-5.
- Edfu. Die kulttopographische Inschrift am Sanktuar des Tempels von Edfu. Gladbeck 2014, ISBN 978-3-935012-15-7.

## Belege
1. ↑  Die Inschriften des ptolemäerzeitlichen Tempels von Edfu. Dieses Projekt wurde 2017 beendet.
2. ↑  Wolfgang Waitkus: Die Texte in den unteren Krypten des Hathortempels von Dendera. Ihre Aussagen zur Funktion und Bedeutung dieser Räume. In: Münchner Ägyptologische Studien (MÄS). Band 47. von Zabern, Mainz 1997, ISBN 3-8053-2322-0.
3. ↑  Peter Krassa, Reinhard Habeck: Das Licht der Pharaonen. Hochtechnologie und elektrischer Strom im alten Ägypten. 1. Auflage. Herbig, München 1992, ISBN 3-7766-1717-9.
4. ↑  Wolfgang Waitkus: Die Geburt des Harsomtus aus der Blüte. Zur Bedeutung und Funktion einiger Kultgegenstände des Tempels von Dendera. In: Studien zur Altägyptischen Kultur (SAK). Band 30, 2002, ISSN 0340-2215, S. 373–394.
5. ↑  Vgl. Erich von Däniken: Die Augen der Sphinx. Neue Fragen an das alte Land am Nil. Goldmann, München 1991, ISBN 3-442-12339-9, S. 223.
6. ↑  Peter Krassa, Reinhard Habeck: Das Licht der Pharaonen. Hochtechnologie und elektrischer Strom im alten Ägypten. 1. Auflage. Herbig, München 1992, ISBN 3-7766-1717-9, S. 203.

| Personendaten    | Personendaten        |
| ---------------- | -------------------- |
| NAME             | Waitkus, Wolfgang    |
| KURZBESCHREIBUNG | deutscher Ägyptologe |
| GEBURTSDATUM     | 20. Jahrhundert      |